# Brongniartiinae
Brongniartiinae,  podtribus mahunarki iz potporodice iz potporodice Faboideae kojemu pripada ukupno 15 rodova.

## Rodovi
1. Haplormosia Harms (1 sp.)
2. Poecilanthe Benth. (10 spp.)
3. Amphiodon Huber (1 sp.)
4. Tabaroa L. P. Queiroz, G. P. Lewis & M. F. Wojc. (1 sp.)
5. Harpalyce Moc. & Sessé ex DC. (37 spp.)
6. Limadendron Meireles & A. M. G. Azevedo (2 spp.)
7. Behaimia Griseb. (1 sp.)
8. Cyclolobium Benth. (1 sp.)
9. Brongniartia Kunth (63 spp.)
10. Templetonia R. Br. (13 spp.)
11. Cristonia J. H. Ross (2 spp.)
12. Plagiocarpus Benth. (7 spp.)
13. Lamprolobium Benth. (2 spp.)
14. Thinicola J. H. Ross (1 sp.)
15. Hovea R. Br. (34 spp.)